# Edward Beltrán
Edward Alexander Beltrán Suárez, nascido a 18 de janeiro de 1990 em Boyacá, é um ciclista colombiano. Atualmente corre para a equipa colombiana de categoria Continental a Medellín.

## Palmarés
2011
- 1 etapa da Clássica Internacional de Tulcán

2013
- 1 etapa do Clássico RCN
- Volta ao Mundo Maya, mais 2 etapas

2016
- 1 etapa clássica anapoima

2018
- 1 etapa do Clássico RCN

## Equipas
- Boyacá Raza de Campeones (2009)
- EPM-UNE (2010-2013)
- Nankang-Fondriest (2014)
- Tinkoff-Saxo (2014-2015)
- EPM-UNE (2016)
- Inteja-MMR (2017)
- EPM (2018)
- Medellín (2019-)